# Karpatisch Biosfeerreservaat
Het Karpatisch Biosfeerreservaat (Oekraïens: Карпатський біосферний заповідник) verkreeg de huidige status van biosfeerreservaat in 1992 en was al gedeeltelijk een Nationaal Park sinds 1968. Het Karpatisch Biosfeerreservaat ligt in het Karpatengebergte in de oblast Transkarpatië van Oekraïne, vlak bij Roemenië. De hoogste berg van Oekraïne, Hoverla (2.061 m), ligt aan de rand van het reservaat en wordt gedeeld met het naastgelegen Nationaal Park Karpaten. Het Karpatisch Biosfeerreservaat is onderverdeeld in zes verschillende complexen en twee botanische reservaten. Delen van het Karpatisch Biosfeerreservaat staan bovendien op de werelderfgoedinschrijving «Oude en voorhistorische beukenbossen van de Karpaten en andere regio's van Europa» van UNESCO, omdat hier nog nagenoeg onaangeraakte maagdelijke beukenbossen aanwezig zijn. Deze natuurerfgoedgebieden zijn verdeeld over vijf verschillende bergmassieven, namelijk Tsjornohora, Svydovets, Marmarosj, Koeziejsky en Oeholka-Sjyroky. De gebieden die tot het Karpatisch Biosfeerreservaat behoren, maar niet deel uitmaken van de werelderfgoedinschrijving zijn het Narcissendal en de botanische reservaten Tsjorna Hora en Joelivska Hora.

## Flora en fauna
Het Karpatisch Biosfeerreservaat bestaat vooral uit eeuwenoude bossen met beuken (Fagus sylvaticus) die gevonden kunnen worden tussen 500 en 1.200 meter. Daarnaast komen de gewone zilverspar (Abies alba), fijnspar (Picea abies) en gewone esdoorn (Acer pseudoplatanus) ook veel voor. In de hoger gelegen gebieden zijn alpiene en subalpiene weiden te vinden en hooggebergten met rotsen en korstmossen. In de warmere dalen is het bos gevarieerder en kan naast de beuk ook de zomereik (Quercus robur), wintereik (Quercus petraea), haagbeuk (Carpinus betulus), Noorse esdoorn (Acer platanoides) en Spaanse aak (Acer campestre) gevonden worden. Er werden in het gebied meer dan 1.100 vaatplanten vastgesteld, zeker 741 schimmels, 444 mossen en 436 korstmossen. De edelweiss (Leontopodium alpinum), een welbekende maar zeldzame soort, is een van de planten die in het Karpatisch Biosfeerreservaat groeit.
Er zijn in het reservaat zoogdieren vastgesteld als bruine beer (Ursus arctos), wolf (Canis lupus), Euraziatische lynx (Lynx lynx), Europese wilde kat (Felis silvestris silvestris), edelhert (Cervus elaphus) en wild zwijn (Sus scrofa). Daarnaast werden er in het gebied 101 vogelsoorten vastgesteld. In het jaar 2011 werd bijvoorbeeld het aantal broedparen auerhoen (Tetrao urogallus) geschat op 380, het aantal broedparen van de oeraluil (Strix uralensis) op 35, het aantal broedparen van de alpenheggenmus (Prunella collaris) op 60 en drie broedparen van de zeldzame steenarend (Aquila chrysaetos). Algemener in het gebied zijn waterspreeuw (Cinclus cinclus) en beflijster (Turdus torquatus). Ook de vuursalamander (Salamandra salamandra) en alpenboktor (Rosalia alpina) leven in de bossen.

## Afbeeldingen

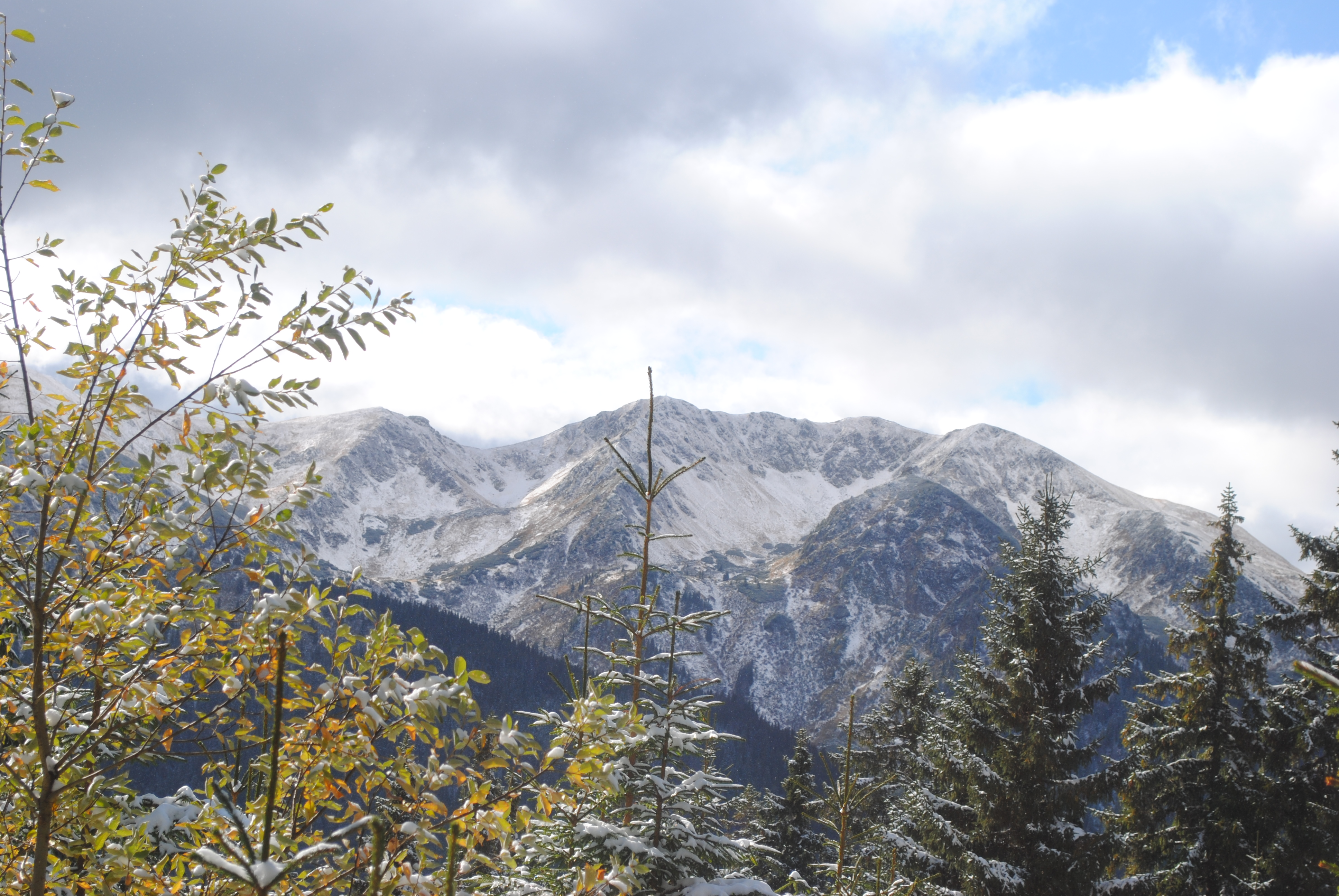
Het bergmassief Marmarosj in de vroege lente.
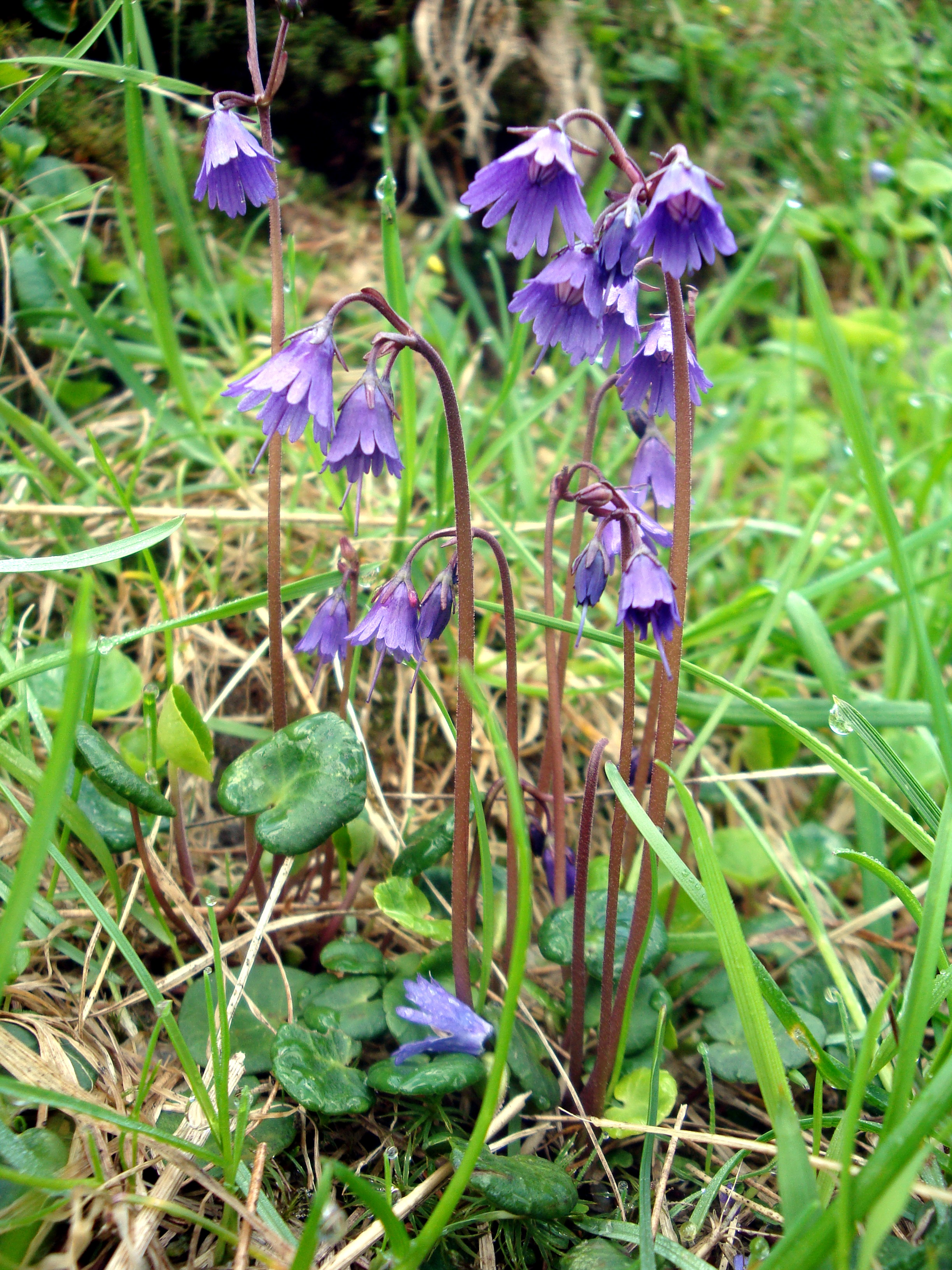
Een kwastjesbloem (Soldanella) in het Karpatisch Biosfeerreservaat.
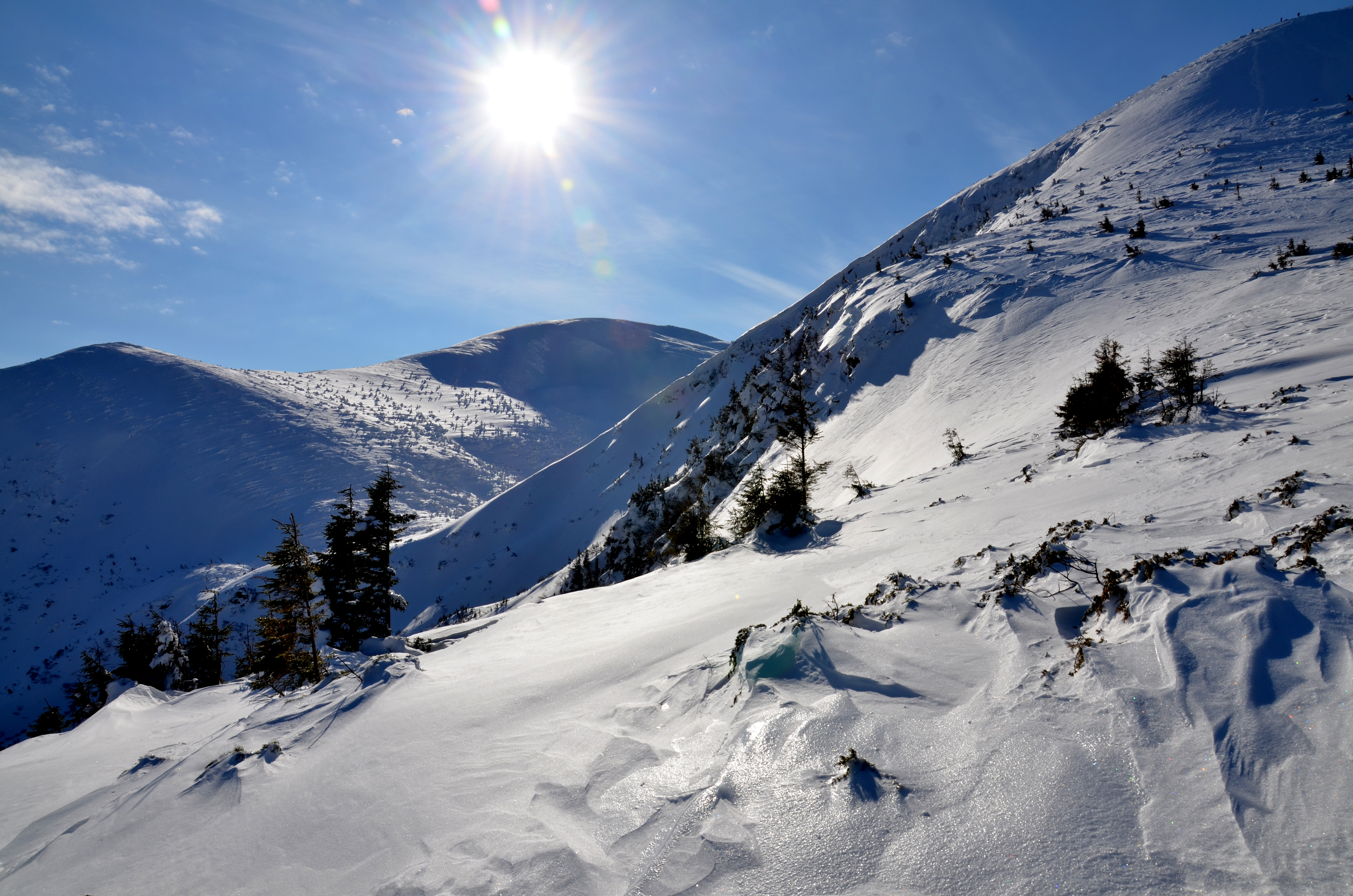
Hoverla in de winter.
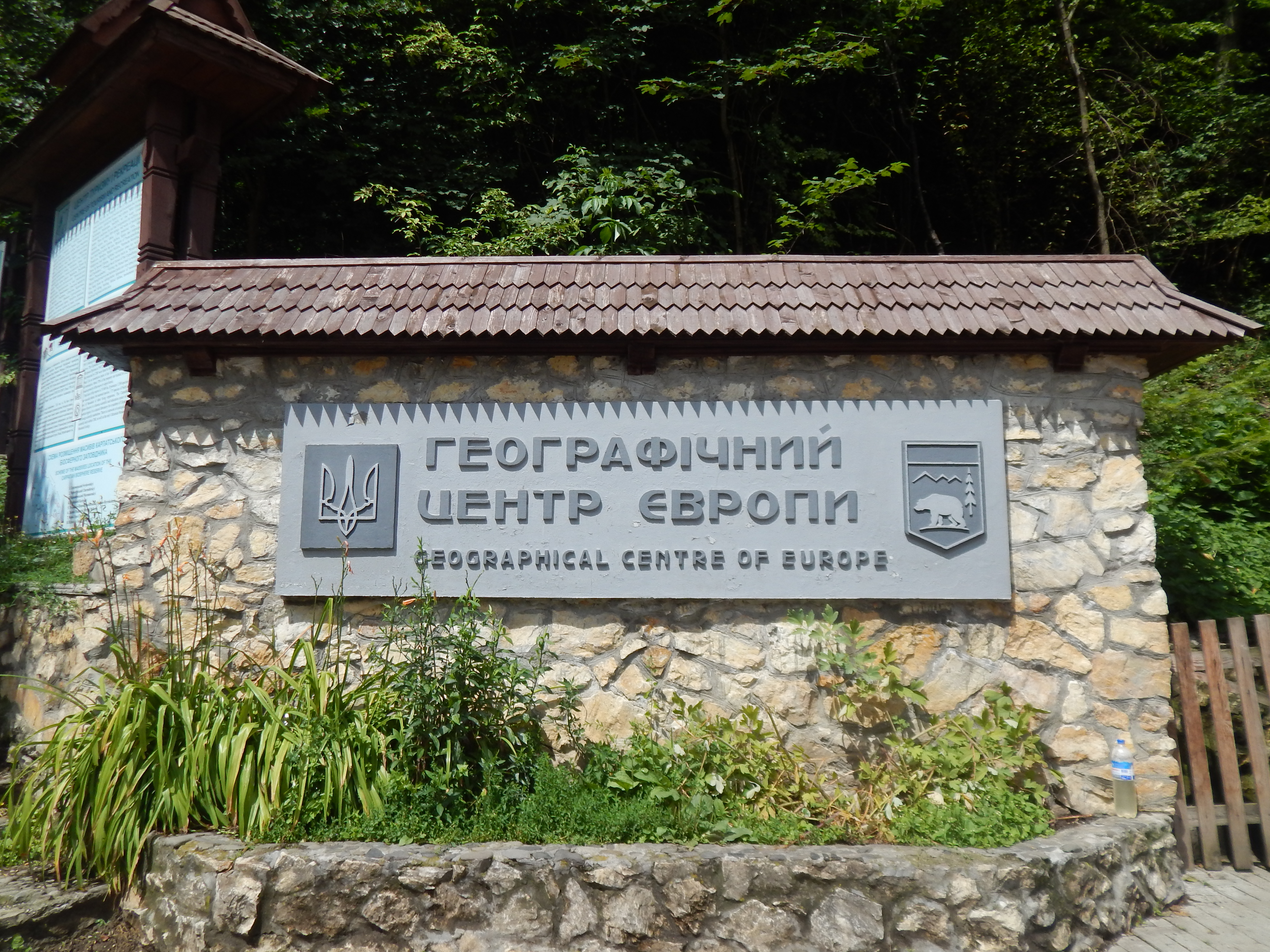
Monument van het Geografisch Centrum van Europa ten zuiden van Rachiv.
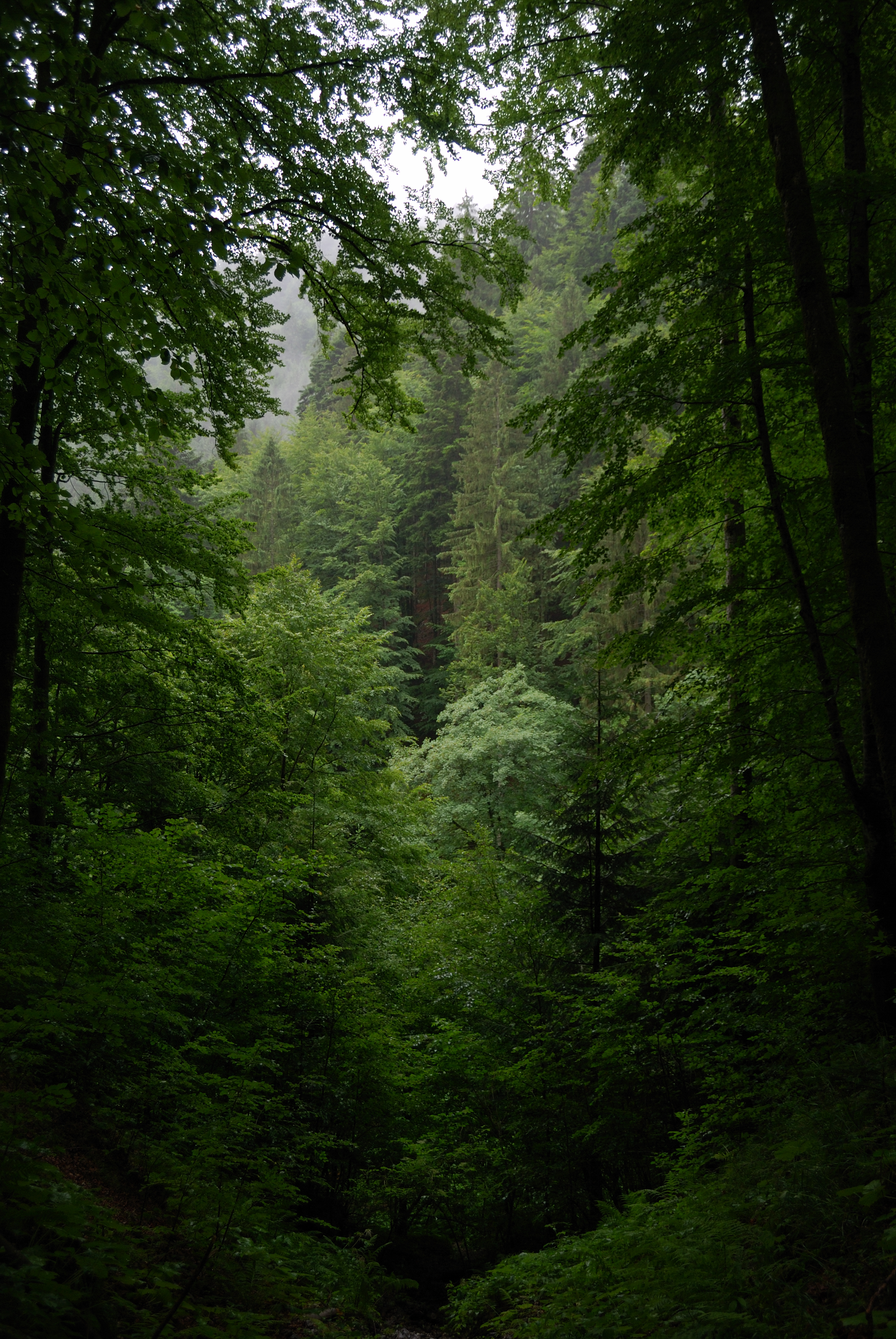
Oude beukenbossen in het bergmassief Koeziejsky.
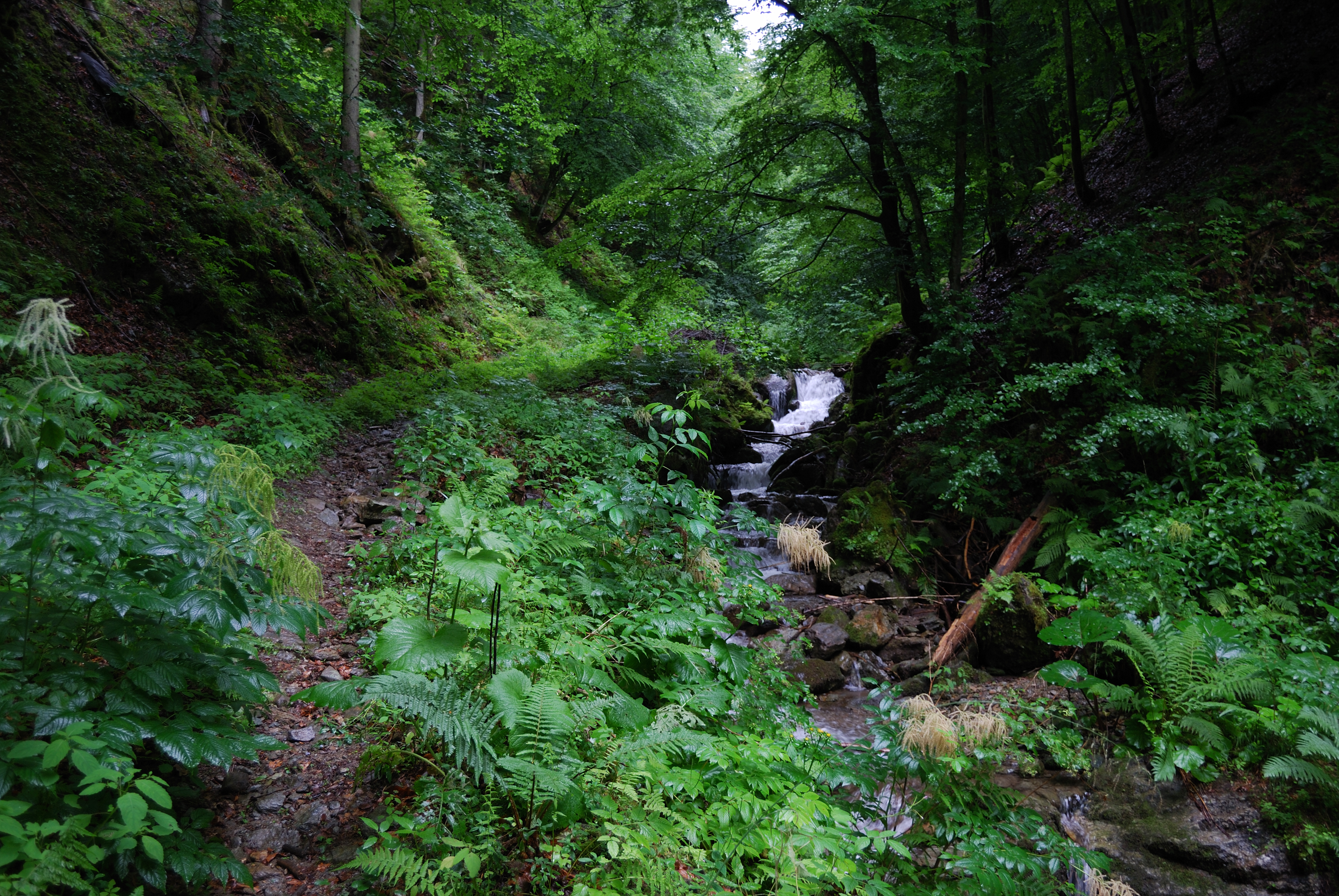
Bospad in het bergmassief Koeziejsky.
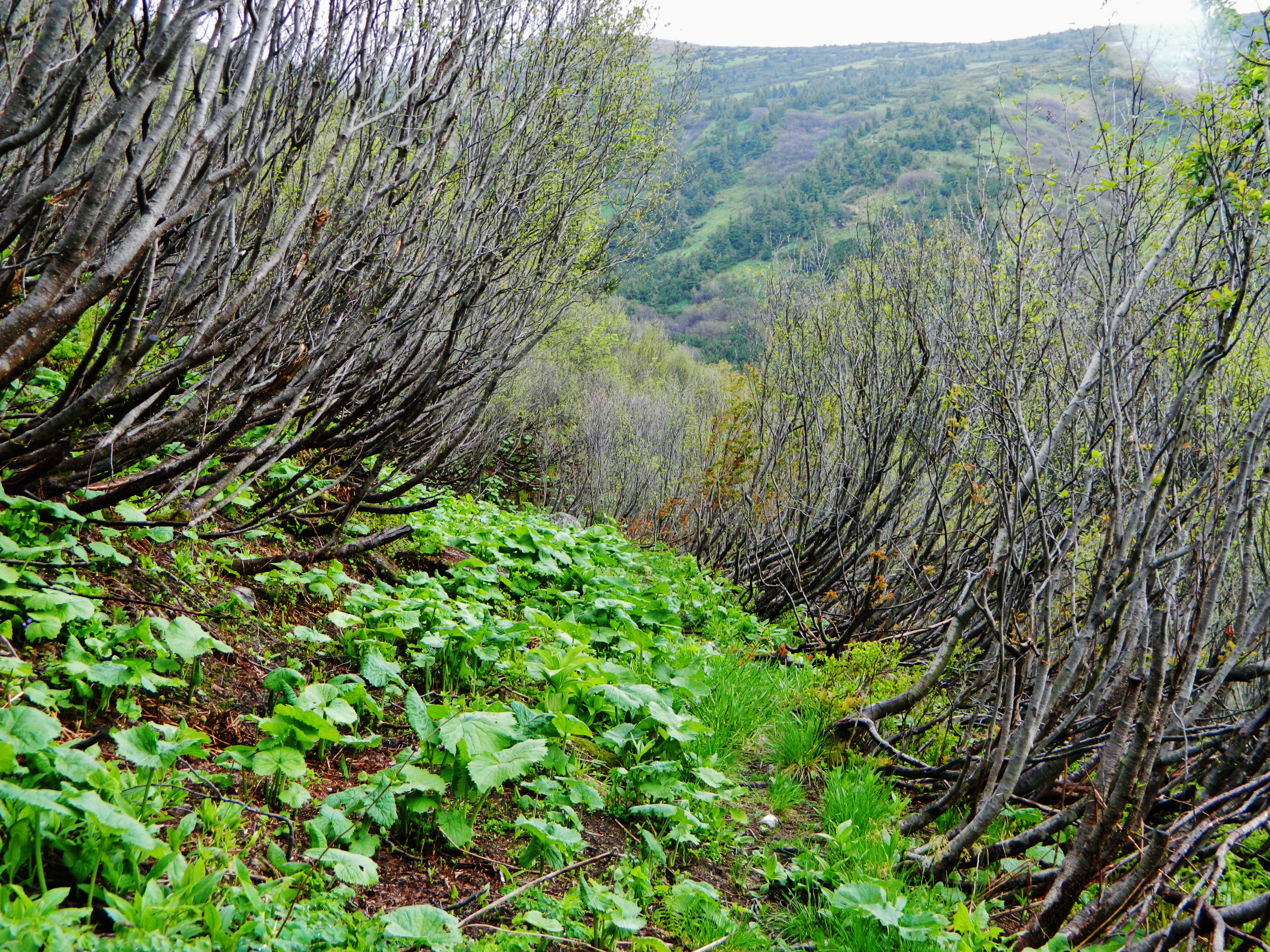
Bestanden met groene els (Alnus viridis) zijn te vinden in de subalpiene zone van het Karpatisch Biosfeerreservaat.
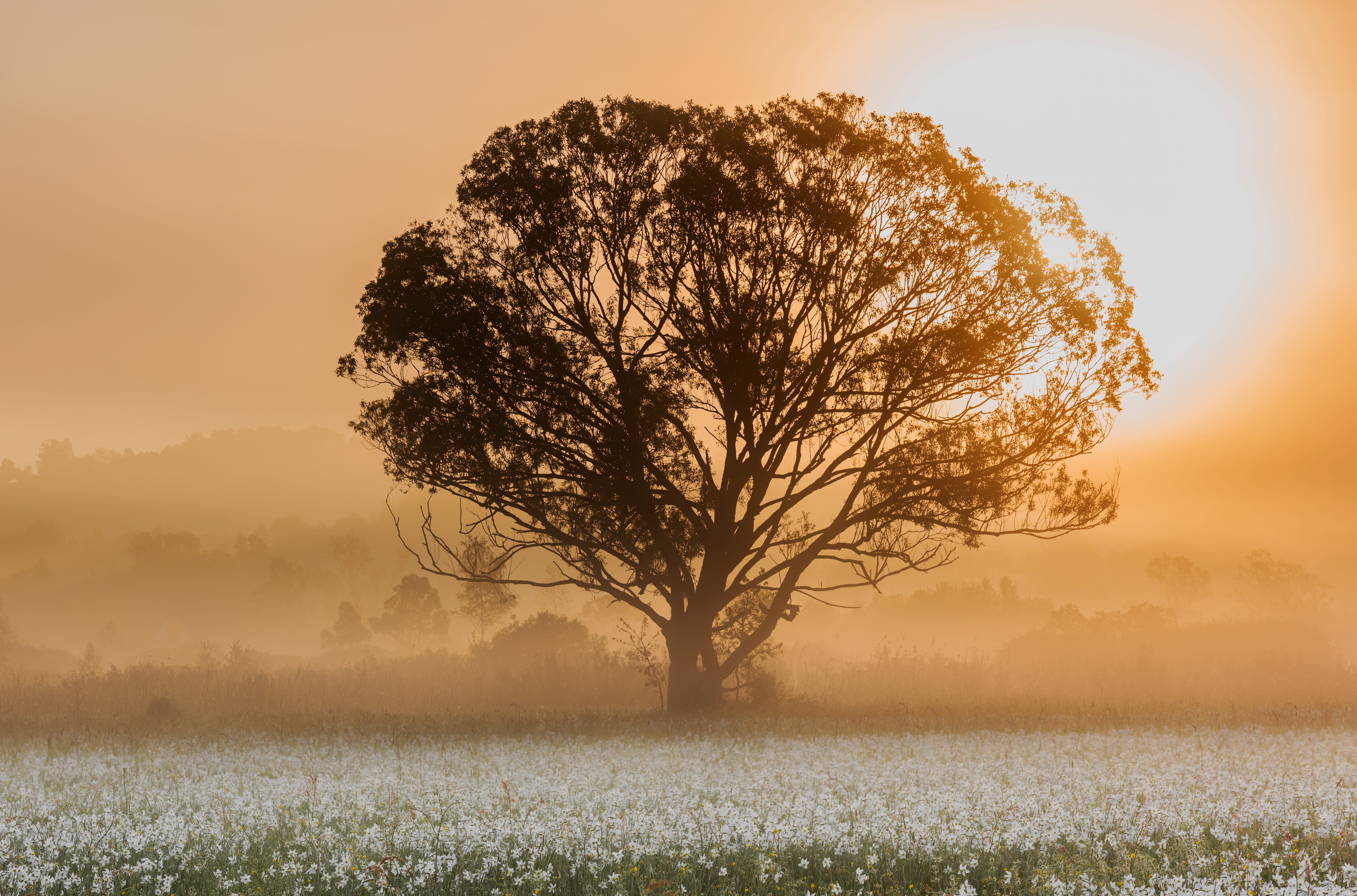
Velden vol met dichtersnarcissen (Narcissus poeticus) in het Narcissendal (begin mei 2015).
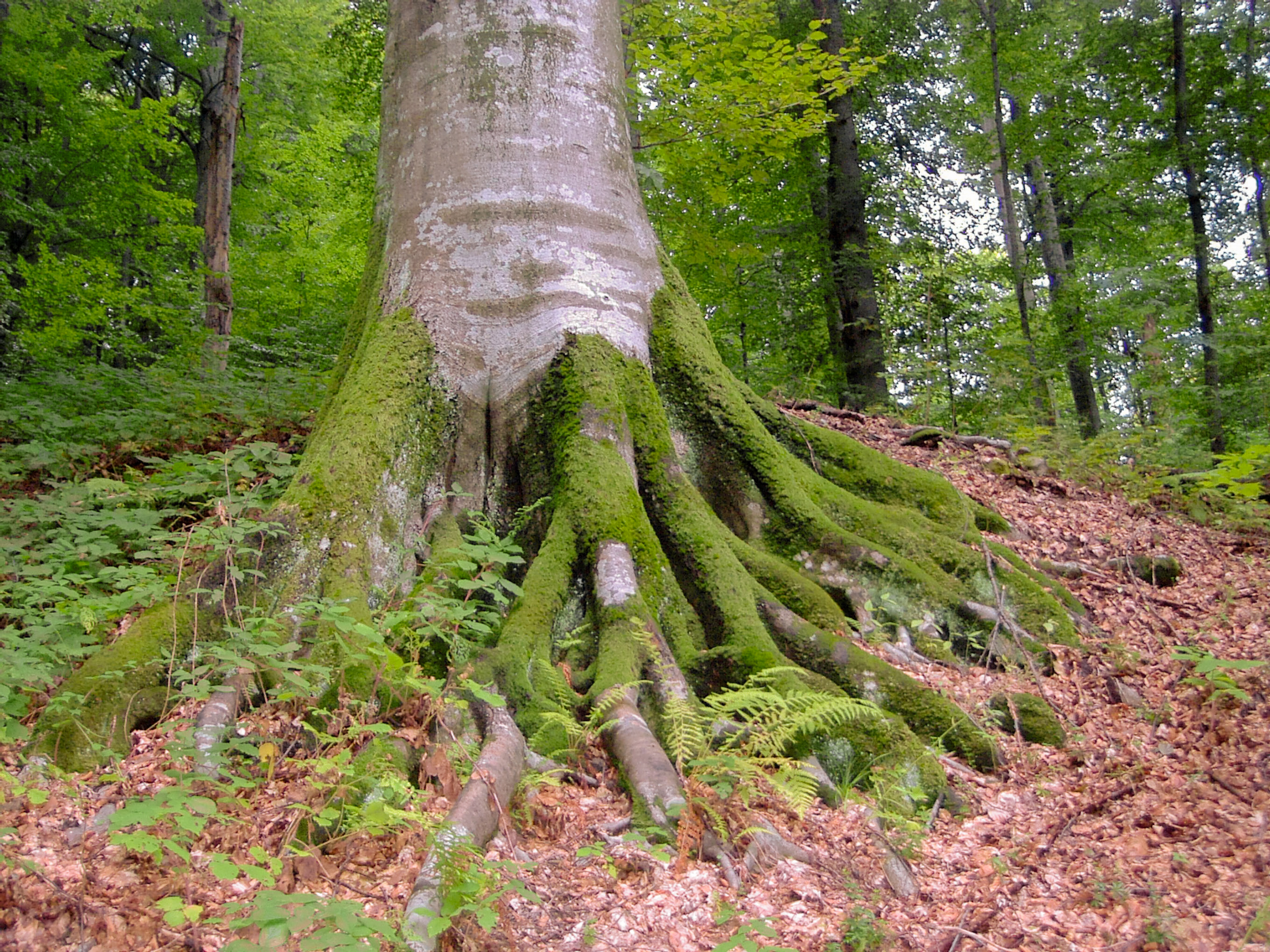
Zeer oude beuk (Fagus sylvatica) in het bergmassief Oeholka-Sjyroky.
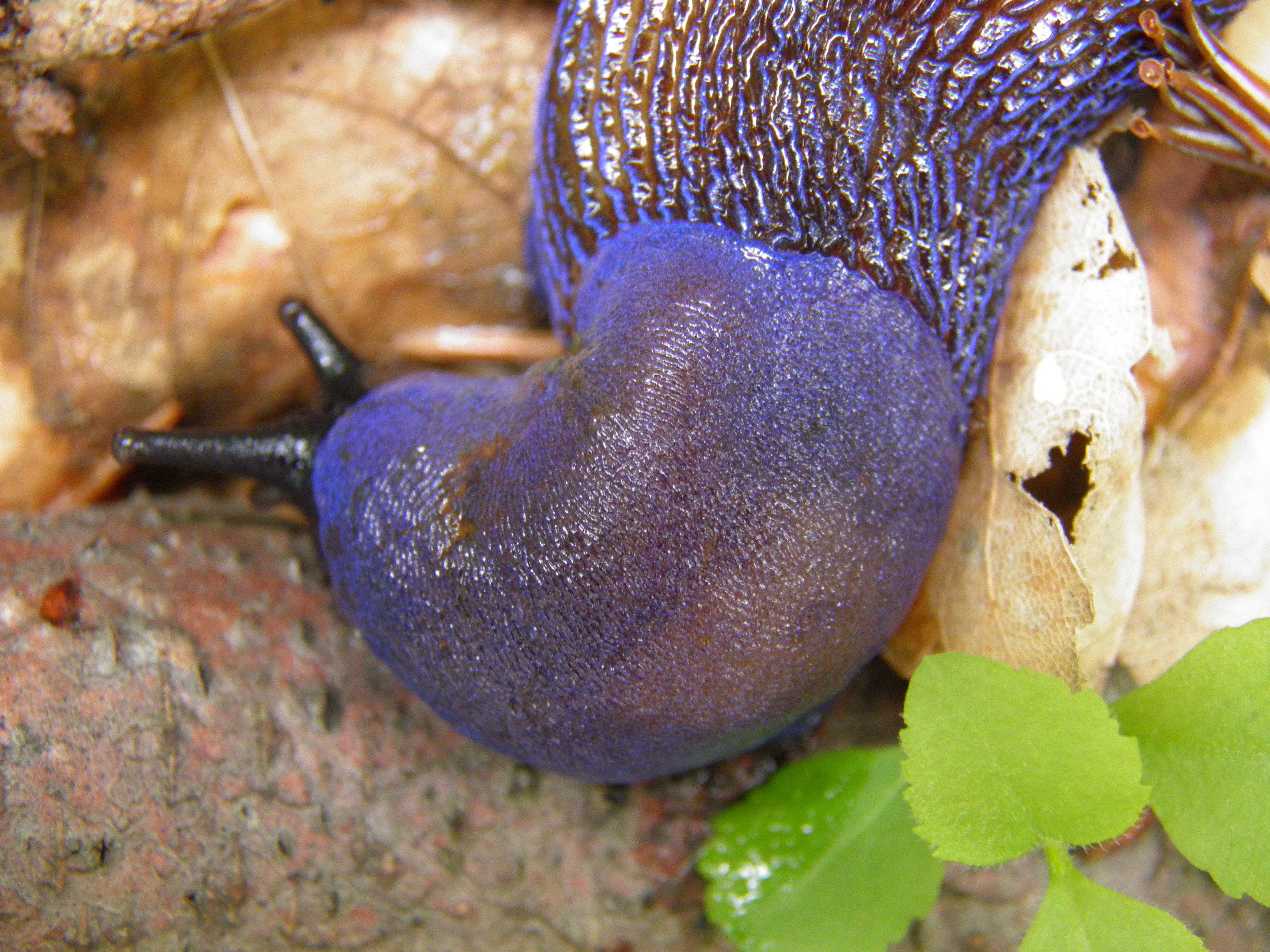
Bielzia coerulans; een opmerkelijk gekleurde slak, komt voor in de oude beukenbossen van het Karpatisch Biosfeerreservaat.

- Gemeinsame Normdatei: 4824654-2

Kiev: Sint-Sophiakathedraal en bijbehorende kloostergebouwen, Kiev-Petsjersk Lavra ·
Lviv - het ensemble van het historisch centrum ·
Geodetische boog van Struve ·
Oude en voorhistorische beukenbossen van de Karpaten en andere regio's van Europa ·
Residentie van Bukovinische en Dalmatische metropolieten ·
Oude stad Taurisch Chersonesos en zijn chora ·
Houten tserkva's van de Karpaten in Polen en Oekraïne ·
Historisch centrum van Odessa
...
Askania-Nova · 
Doenajsky · 
Gorgani · 
Karpaten · 
Loehansky · 
Medobory · 
Oekraïense Steppe · 
Tsjernobyl · 
Zwarte Zee
...